# Lions Gate Entertainment
A Lions Gate Entertainment, rövid nevén Lionsgate kanadai-amerikai filmipari cég, amit 1995-ben, Vancouverben hoztak létre, székhelye a kaliforniai Santa Monicában található. 2010-ben a nyolcadik legsikeresebb filmstúdió volt az Egyesült Államokban, 4,9%-os piaci részesedéssel.
2003-ban a Lions Gate mintegy két évig folyó tárgyalássorozat után 160 millió dollárért megvásárolta az 1983-ban alapított Artisan Entertainment nevű filmgyártó és -forgalmazó céget, valamint vállalta, hogy az Artisan adósságaiért is helytáll. Az ügylet 2004-re zárult le, amikorra a Lions Gate magába olvasztotta az Artisant.

## Ismertebb filmek
- 1999: Ideglelés
- 2000: Amerikai psycho
- 2001: Balhé a mosodában
- 2004: Holnapután, Fahrenheit 9/11, Fűrész
- 2008: A tiltott királyság
- 2010: Kém a szomszédban, The Expendables – A feláldozhatók
- 2011: Az igazság ára
- 2012: Az éhezők viadala
- 2013: Az éhezők viadala: Futótűz
- 2014: Az éhezők viadala: A kiválasztott – 1. rész
- 2015: Az éhezők viadala: A kiválasztott – Befejező rész